# Bobby Gillespie
Robert Gillespie, född 22 juni 1962 är en skotsk musiker, singer-songwriter, främst känd som grundare och sångare i Primal Scream men även som trumslagare i The Jesus and Mary Chain åren 1984–1986.